# 石川 (練習艦)
石川（いしかわ）は日本海軍の航海練習艦。艦名は建造所である石川島造船所がある地名より採られる。造船所のあった場所が石川島(元々は島)と呼ばれていた。

## 概要
石川島造船所建造の日本海軍軍艦としては「千代田形」、「沖鷹丸」に次いで3番目になる。
艦型は木造の2檣ブリッグ型の帆船で機関は無い。
砲は装備しなかったと言われる。
1876年(明治9年)7月22日(または9月)に運送船として竣工、同年9月25日に練習船に定められた。
1893年(明治26年)3月9日除籍、
1896年(明治29年)3月6日に農商務省へ移管し、北海道庁水産物調査船になった。

## 艦歴

### 建造
1874年(明治7年)8月1日石川島造船所で起工。
1875年(明治8年)1月19日運送船(230トン帆船)を「石川丸」と命名。
1876年(明治9年)3月11日進水、7月22日(または9月)竣工。
同日、石川丸は東部指揮官所轄と定められた。

### 1876年
1876年9月25日(または26日)東海鎮守府所轄の石川丸は練習船に指定された。
10月9日、石川丸の番号は第7号(元第一丁卯の番号)に指定された。

### 1877年
石川丸は1877年(明治10年)から浦賀に碇泊していた。

### 1878年
修理
1878年(明治11年)
1月26日横須賀に回航、横須賀造船所で約3カ月修理を行った。
5月3日浦賀に帰港した。
5月4日、7等船に定められた。
演習航海
実地演習のために5月17日浦賀を出港、兵庫港から佐賀関に向かった。
途中は天候不良、逆風のために網代、三木、大島に寄港、6月6日兵庫着。
6月9日兵庫発、逆潮や無風のために糸崎、御手洗に寄港、6月18日佐賀関に到着した。
同地で大砲を積み入れ、翌6月19日に出港した。
三原沖、多度津で碇泊し、7月9日兵庫に入港した。
7月15日兵庫発、天候や強風、微風などで度々碇泊し、7月31日横須賀に入港した。
8月4日浦賀に帰港した。
11月16日浦賀発、翌17日に品川に到着した。
以後東京湾で訓練のため11月20日出港、風が弱く金田湾で碇泊。
21日館山湾に向かったが、強風のために浦賀港口に碇泊。
25日本牧沖に回航、26日館山港に入港、28日浦賀に帰港した。

### 1879年
練習航海
1879年(明治12年)
2月17日浦賀を出港し館山湾に回航、20日館山湾発、21日品海に到着した。

2月25日品海出港、同日は本牧に碇泊し、翌26日浦賀港に帰港した。

4月23日浦賀発、同日品海に到着、4月29日品海発、同日は本牧沖に碇泊し、30日浦賀港に帰港した。

7月2日浦賀発、同日は横須賀に碇泊、翌3日品海に到着、8日品海発、同日浦賀港に帰港した。

10月16日浦賀発、同日は本牧沖に碇泊、翌17日横濱港に入港、18日横浜発、同日から浦賀沖に碇泊し、21日浦賀港に帰港した。

11月13日浦賀発、翌13日午前1時より羽田沖に碇泊、同日品海に到着、11月17日品海発、同日浦賀港に帰港した。
11月17日、18日は錨地換えのために浦賀を一時出港した。

12月11日浦賀発、13日品海に到着、16日品海発、同日横浜港に寄港、17日浦賀港に帰港した。

### 1880年-1881年
1880年(明治13年)
1月10日浦賀発、同日夏島沖に碇泊、11日鶴見崎沖に碇泊、12日品川に到着、17日品川発、同日浦賀港に帰港した。
繋泊練習船
1月20日東海鎮守府所轄の石川丸は繋泊練習船に指定された。
3月5日浦賀発、同日館山湾に到着、7日同地発、8日浦賀港に帰港した。

3月18日浦賀発、翌19日品川に到着、24日品川発、同日浦賀港に帰港した。

6月24日浦賀発、同日網代港に入港、30日網代を出港、同日浦賀港に帰港した。
東京湾内訓練
10月5日浦賀を出港、東京湾内で訓練を行い、本牧、品川に碇泊し10月11日浦賀に帰港した。
石川丸は11月4日から11月16日まで横須賀造船所で修理を行った。
11月12日浦賀を出港、東京湾内で訓練を行い、夏島、品川に碇泊し11月18日浦賀に帰港した。
12月14日品川に回航、20日浦賀に戻った。
1881年(明治14年)
3月16日浦賀を出港、東京湾内で訓練を行い、富岡、品川に碇泊し3月22日浦賀に帰港した。

### 1886年
1886年(明治19年)1月15日航海練習艦に指定され、7等艦に準じる扱いとなった。

### 1888年
1888年(明治21年)9月14日、浦賀屯営附属艦になった。
9月21日「石川」に改名、
9月28日船長は艦長に改められた

### 1889年
1889年(明治22年)4月18日、呉鎮守府の航海練習艦になった。

### 1890年
1890年(明治23年)8月13日に日本海軍の新たな類別が制定され、
8月23日「石川」は第3種(戦闘航海の役務に堪えざる軍艦)に定められた。

### 除籍
1893年(明治26年)3月9日、第5種(倉庫船荷船雑船)となった(除籍)、呉海兵団附属に指定された。
1896年(明治29年)3月6日農商務省へ移管した。

## 艦長
※『官報』に基づく。
船長
- 田尻唯一 大尉：1885年12月25日 - 1886年4月12日
- 永田賛知 大尉：1886年4月12日 - 5月10日
- 品川四方一 大尉：1886年5月10日 -
- 木村平蔵 大尉：1887年10月27日 - 11月24日
- 本田有智 大尉：1887年11月24日 - 1888年9月12日

艦長
- 丹治寛雄 大尉：1889年5月15日 - 1891年7月23日
- 松枝新一 大尉：1891年7月23日 - 1893年3月9日